# Semaeopus inficeta
Semaeopus inficeta är en fjärilsart som beskrevs av Paul Dognin 1900. Semaeopus inficeta ingår i släktet Semaeopus och familjen mätare. Inga underarter finns listade i Catalogue of Life.